# Elettra (astronomia)
Elettra (nota anche come 17 Tauri) è una stella nella costellazione del Toro; si tratta di una delle componenti dell'ammasso aperto delle Pleiadi, di cui costituisce la terza stella più brillante in termini relativi (magnitudine apparente 3,72), e giace ad una distanza di circa 440 anni luce dal sistema solare. Il suo nome proprio deriva dalla figura mitologica di Elettra, una delle Pleiadi mitologiche.

## Caratteristiche

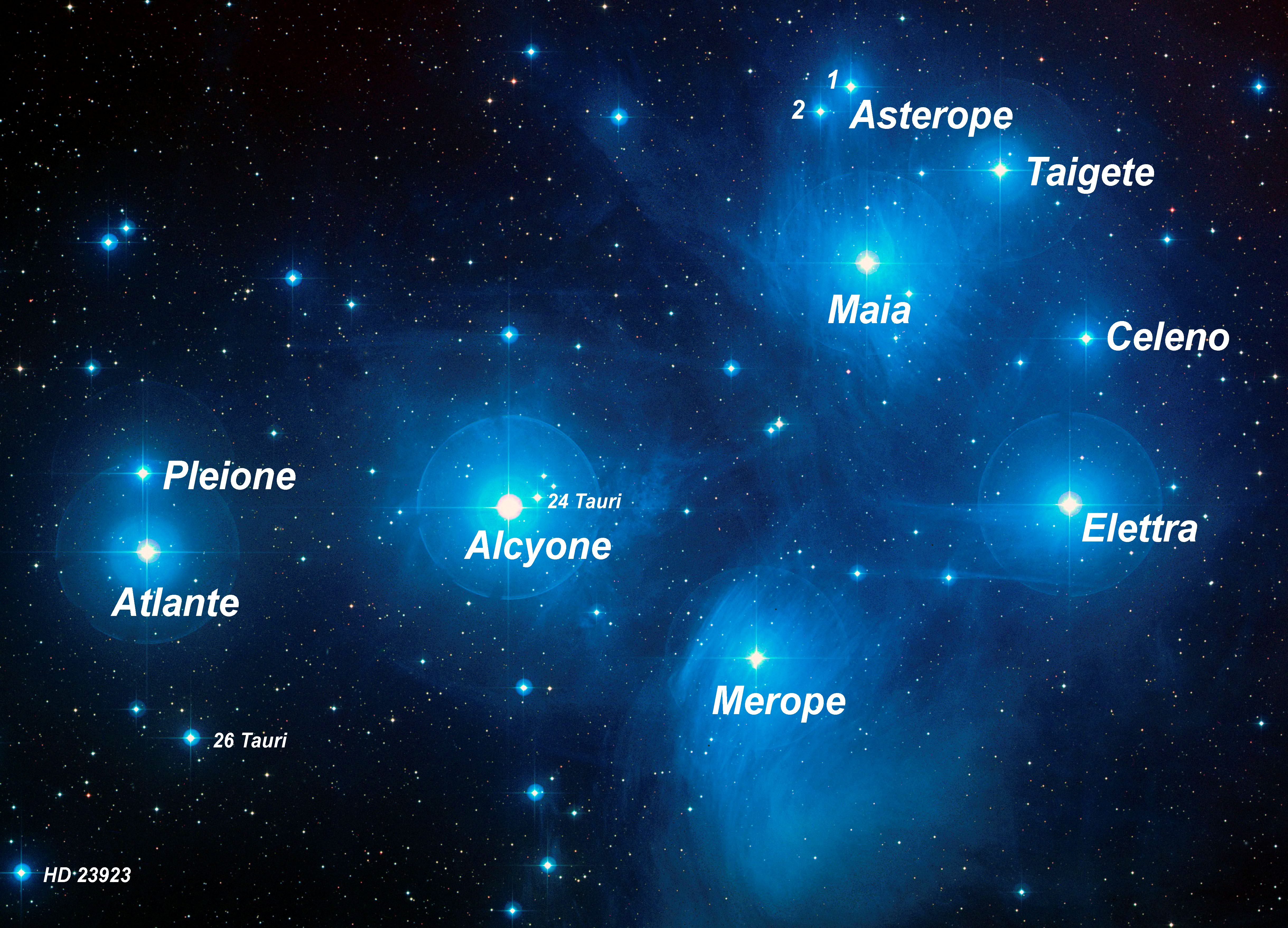
La posizione di Elettra nelle Pleiadi.

Elettra appartiene alla classe spettrale B6III ed è pertanto una gigante blu, ossia una stella in fase di dilatazione a causa dell'espansione che sta iniziando a subire per il progressivo esaurimento della scorta di idrogeno nel suo nucleo.
La sua luminosità assoluta è pari a 1225 volte quella del Sole, a causa dell'alta temperatura superficiale della stella, quantificata in 14.000 K. Con un raggio 6 volte quello della nostra stella, è una delle quattro stelle giganti dell'ammasso.
Elettra compie una rotazione sul proprio asse con una velocità di circa 170 km/s,  completandone una in meno di 1,75 giorni. Come altre stelle delle Pleiadi, è circondata da un disco circumstellare di materia espulsa, il che la rende una stella Be. La sua massa è stimata in 5 masse solari, e la sua età sarebbe di 130 milioni di anni.
Sono state registrate storicamente alcune occultazioni perfette di questa stella ad opera dei pianeti del sistema solare e della Luna; l'ultimo di questi eventi avvenne il 9 maggio 1841 ad opera del pianeta Venere.
A partire dal suo spettro e grazie ad alcune osservazioni condotte durante un'occultazione dell'astro da parte della Luna, è stato possibile comprendere che Elettra è una stella binaria stretta. La sua compagna, probabilmente una stella bianca di sequenza principale, orbita a 0,8 UA dalla gigante blu con un periodo di 100,46 giorni.